# KBP A-91
A-91は、1990年代にロシア連邦のKBP トゥーラ器械製造設計局により開発されたブルパップ式アサルトライフル。

## 設計
従来のAK-47以来の構造から脱して、9A-91の内部構造を踏襲しつつも外見・機関部ともに全く新しい設計となっている。排莢口はピストルグリップの上方に設けられており薬莢は前方へ排莢されるため、左右いずれでも構えることができる。また、ブルパップ式ライフルで問題となる排莢口からの未燃焼火薬や発射ガスを射手の顔から遠ざけることができ、射手への影響を抑えている。
また、従来のAK系アサルトライフルにはGP-25などの外装式グレネードランチャーを取り付けることが可能だったが、A-91には銃身の下方に40mm口径のGP-97 グレネードランチャーが内蔵されている。照準はGP-25と同様に側面の照準器で行い、発射はライフル用の引金の前にある別個の引金で行う。

## 派生型
A-91
基本型。従来からソ連で使用されていた7.62x39mm弾を使用するタイプ。
5.56A-91
西側諸国で多用されている5.56x45mm NATO弾を使用するタイプ。